# Pamela Wedekind
Pour les articles homonymes, voir Wedekind.
 (avril 2019).
Si vous disposez d'ouvrages ou d'articles de référence ou si vous connaissez des sites web de qualité traitant du thème abordé ici, merci de compléter l'article en donnant les références utiles à sa vérifiabilité et en les liant à la section « Notes et références ».
(Anna) Pamela Wedekind, née le 12 décembre 1906 à Berlin et morte le 9 avril 1986 à Ambach, est une comédienne et une traductrice allemande. 

## Biographie
C'est la fille du dramaturge Frank Wedekind et de la comédienne Tilly Newes. Elle avait pour sœur cadette Kadidja Wedekind.
Au début des années 1920, Pamela Wedekind débute dans la carrière théâtrale avec Erika et Klaus Mann, qu'elle connaît depuis l'enfance, et le comédien Gustaf Gründgens dans les pièces Anja et Esther et Revue à quatre, qu'ils montent. Par la suite, elle accepte des engagements à Hambourg, Cologne, Munich et Berlin. Au cabaret comme à la radio, elle apparaît dans des chansons en vieux français, ainsi que des poèmes et des chansons de son père. Par ailleurs, elle traduit en allemand des textes d'auteurs français, notamment Stendhal et Marcel Pagnol.
Après de brèves fiançailles avec Klaus Mann, elle se marie en 1930 avec le dramaturge Carl Sternheim, puis avec l'acteur Charles Régnier, avec lequel elle a trois enfants, dont le guitariste de concerts et écrivain Anatol Regnier et la comédienne Carola Regnier.

## Traductions
- Marcel Pagnol, Eine Kindheit in der Provence
- Marcel Pagnol, Marcel und Isabelle - Die Zeit der Geheimnisse